# Уитмарш, Мартин
Мартин Уитмарш (англ. Martin Whitmarsh, род. 29 апреля 1958) — инженер. Руководил командой Формулы-1 Vodafone McLaren Mercedes с 1 марта 2009 года до января 2014 года.

## Карьера
Окончил университет в 1980 по специальности Машиностроение, и начал работать в British Aerospace (сейчас BAE Systems) в качестве инженера. В 1988 году был повышен до директора по производству. В 1989 году перешел в McLaren на должность операционного директора.
В 1997 году повышен до управляющего директора, где был ответственен за операционную деятельность команды и работу с партнерами и спонсорами. В 2004 году стал главным исполнительным директором McLaren. В 2005 году назначен главным операционным директором McLaren Group.
1 марта 2009 года назначен руководителем Vodafone McLaren Mercedes, заменив Рона Денниса. В январе 2014 покинул кресло руководителя команды.
1 октября 2021 года назначен главным исполнительным директором новой компании Aston Martin Performance Technologies.